# 中居鈴香
中居 鈴香（なかい すずか、1991年5月29日 - ）は、愛媛県松山市生まれのローカルタレント。愛称は「すぅちゃそ★」。
長らく愛媛県でローカルタレントとして活動していたが、サッカー選手の代健司（愛媛FC→カターレ富山）との結婚に前後して、富山県射水市に本拠を置くモデルエージェンシー「ビプロ」に移籍している。

## 出演

### テレビ
テレビ愛媛
- ぱちナビ

西予CATV
- せいよ部イベント情報

### その他
- ミスユニバース
- 愛媛美少女図鑑
- せいよ部マネージャー（愛媛県西予市広報）